# Unione dei comuni Entroterra idruntino
L'unione dei comuni Entroterra Idruntino nasce il 1 gennaio del 2001 e conta una popolazione di 24 257 abitanti. 
Unisce i Comuni di Bagnolo del Salento, Cannole, Cursi, Maglie e Palmariggi, in provincia di Lecce.
I cinque Comuni si trovano nel Salento meridionale, sul versante est del cosiddetto tacco d'Italia nell'entroterra salentino, ma non distanti dalle coste adriatiche e ioniche.
La sede dell’Unione è stabilita nel Municipio di Bagnolo del Salento, al piano primo del Palazzo Comunale, sito in via R. Mancini n. 4.

## Scopo
L'Unione promuove la progressiva integrazione con finalità di ottimizzazione e di razionalizzazione dell’attività amministrativa tra i Comuni che la costituiscono, da realizzarsi mediante il trasferimento graduale di funzioni e servizi comunali.
L’Unione rappresenta in via mediata l’insieme delle Comunità che risiedono nel suo territorio e concorre con i Comuni che la costituiscono a curarne gli interessi, contribuendo alla determinazione dei programmi dei Comuni che la costituiscono, oltre che dei programmi della Provincia di Lecce e della Regione Puglia, delle iniziative Statali Nazionali e Comunitarie e provvede alla loro specificazione ed attuazione.
Le finalità e i servizi accentrati sono indicati nell'apposito statuto.